# Carelia (gasterópodo)
Carelia es un género de pequeños caracoles terrestres. Son moluscos gasterópodos pulmonados de la familia Amastridae, superfamilia Cochlicopoidea. Son endémicos de las islas Hawái.

## Especies
Las especies del género Carelia incluyen:
- Carelia anceophila
- Carelia bicolor
- Carelia cochlea
- Carelia cumingiana
- Carelia dolei
- Carelia evelynae
- Carelia glossema
- Carelia hyattiana
- Carelia kalalauensis
- Carelia knudseni
- Carelia lirata
- Carelia lymani
- Carelia mirabilis
- Carelia necra
- Carelia olivacea
- Carelia paradoxa
- Carelia periscelis
- Carelia pilsbryi
- Carelia sinclairi
- Carelia tenebrosa
- Carelia turricula